# Symplocos trichocarpa
Symplocos trichocarpa är en tvåhjärtbladig växtart som beskrevs av B. Ståhl. Symplocos trichocarpa ingår i släktet Symplocos och familjen Symplocaceae. Inga underarter finns listade i Catalogue of Life.